# Armadilloniscus coronacapitalis
Armadilloniscus coronacapitalis là một loài chân đều trong họ Detonidae. Loài này được Menzies miêu tả khoa học năm 1950.